# Seneca (Town, Crawford County)
Die Town of Seneca ist eine von elf Towns im Crawford County im US-amerikanischen Bundesstaat Wisconsin. Im Jahr 2010 hatte die Town of Seneca 932 Einwohner.
Town hat in Wisconsin eine grundlegend andere Bedeutung als im übrigen englischsprachigen Bereich. Vielmehr entspricht sie den in den anderen US-Bundesstaaten üblichen Townships, die nach dem County die nächstkleinere Verwaltungseinheit bilden.

## Geografie
Die Town of Seneca liegt im Südwesten Wisconsins, am Ostufer des die Grenze zu Iowa bildenden Mississippi. Der Schnittpunkt der drei Bundesstaaten Wisconsin, Iowa und Minnesota liegt rund 30 km nördlich.
Die geografischen Koordinaten des Zentrums der Town of Seneca sind 43°15′24″ nördlicher Breite und 91°00′06″ westlicher Länge. Sie erstreckt sich über eine Fläche von 169,7 km², die sich auf 151,8 km² Land- und 17,9 km² Wasserfläche verteilen. Im Westen der Town befindet sich die am Mississippi gelegene selbständige Gemeinde Lynxville, die von drei Seiten von der Town umgeben ist.
Die Town of Seneca liegt im Westen des Crawford County und grenzt an folgende Nachbartowns und -townships:
| | Town of Freeman                             | Town of Utica |
| Lafayette Township (Allamakee County, Iowa) Village of Lynxville Taylor Township (Allamakee County, Iowa) | Kompassrose, die auf Nachbargemeinden zeigt | Town of Haney |
| | Town of Eastman                             |               |

## Verkehr
Durch die Town of Seneca verläuft der Wisconsin State Highway 35, die hier den Wisconsin-Abschnitt der Great River Road bildet. Durch das Zentrum der Town verläuft der Wisconsin State Highway 27; der Wisconsin State Highway 171 verläuft entlang der Nordgrenze. Daneben führen noch die County Highways E, F und S durch das Gebiet der Town of Seneca. Alle weiteren Straßen sind untergeordnete Landstraßen sowie teils unbefestigte Fahrwege.
Entlang des Mississippi verläuft für den Frachtverkehr eine Eisenbahnstrecke der BNSF Railway.
Mit dem Prairie du Chien Municipal Airport befindet sich rund 35 südsüdwestlich ein kleiner Flugplatz. Die nächsten Verkehrsflughäfen sind der Dubuque Regional Airport in Iowa (rund 120 km südlich), der La Crosse Regional Airport (rund 90 km nördlich) und der Dane County Regional Airport in Wisconsins Hauptstadt Madison (rund 150 km östlich).

## Ortschaften in der Town of Seneca
Neben Streubesiedlung existiert mit Seneca noch eine gemeindefreie Siedlung auf dem Gebiet der Town of Seneca.